# Los Cuervos
Los Cuervos är en ort i Mexiko.   Den ligger i kommunen Susticacán och delstaten Zacatecas, i den centrala delen av landet, 500 km nordväst om huvudstaden Mexico City. Los Cuervos ligger 2 121 meter över havet och antalet invånare är 105.
Terrängen runt Los Cuervos är kuperad. Runt Los Cuervos är det mycket glesbefolkat, med 5 invånare per kvadratkilometer. Närmaste större samhälle är Jerez de García Salinas, 19,2 km öster om Los Cuervos. Omgivningarna runt Los Cuervos är i huvudsak ett öppet busklandskap.